# أمينة إلهامي

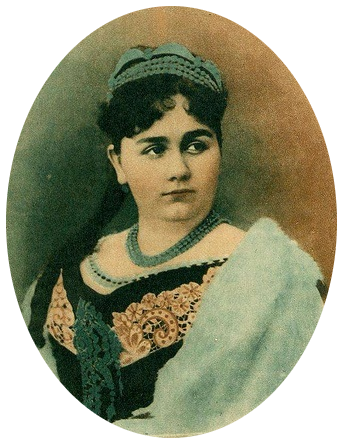
صورة الأميرة في مجلة الصباح عدد 2-2-1938م

أمينة هانم إلهامي (1858 - 1931) ابنة إبراهيم إلهامي باشا من زوجته الأميرة منيرة سلطان، ابنة السلطان عبد المجيد الأول.
هي ابنة إبراهيم إلهامي باشا(*) بنت عباس حلمي الأول ابن طوسون بن محمد علي باشا، وإبنة منيرة هانم سلطان ابنة السلطان عبد المجيد سلطان الدولة العثمانية، تزوجها الخديوي محمد توفيق قبل وصوله إلى العرش بنحو ست سنوات، وتحديداً عام 1873م وكان عمرها آنذاك 15 عام. تزوجت في حفل زفاف فخم أقيم مع حفل زفاف ثلاثة من أشقاء الأمير وعرف باسم «أفراح الأنجال» وحضره عدد من الضيوف المحليين والأجانب وعرض الشوار (جهاز العروس) على عربات وطاف به أرجاء المحروسة لمدة 10 أيام، ليشاهده الناس وذبحت الدبائح لإطعام الفقراء، وعزفت الموسيقي في أرجاء الشوارع، واستمرت الاحتفالات لمدة شهر كامل وقدم الطعام للعامة أربعة أيام في الأسبوع. وفى عام 1874م، أنجبت أمينة هانم إلهامي الخديو عباس حلمى الثانى، ومن بعده الخديوي محمد على والأميرة خديجة والأميرة نعمت هانم، وقد أوقفت أمينة هانم حياتها واهتمامها وتبرعاتها على العمل العام وكفالة المساكين والمرضى في الجمعيات الخيرية فلقبت بـلقب «أم المحسنين».

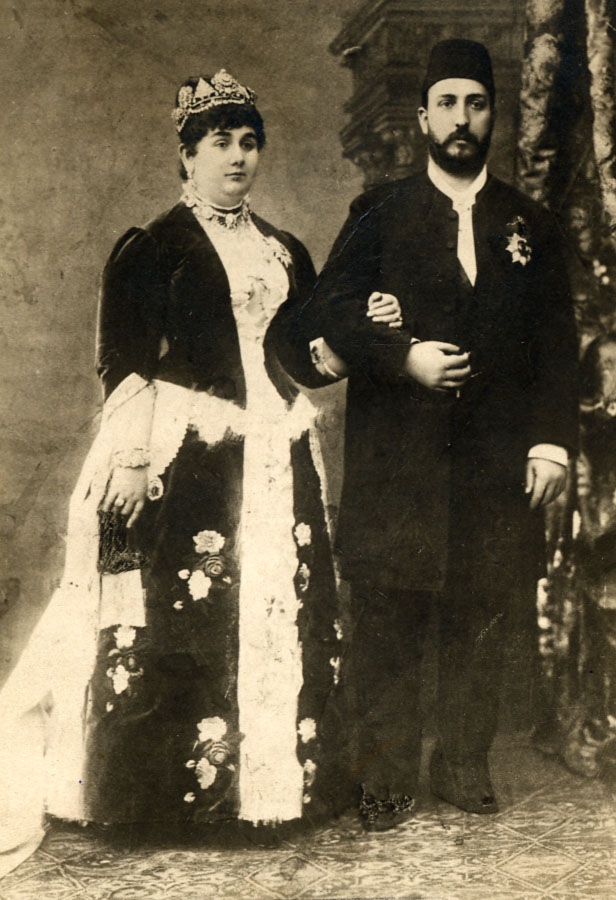
الخديوي توفيق وأمينة إلهامي

كما عرفت بسيدة التعليم الأولي في مصر، حيث أنشأت عام 1911م ما يعرف بالمدارس الإلهامية الصناعية الزخرفية، لإحياء الفن الإسلامي، وكانت تدعم كل من لديه موهبة في هذا النوع من الفن، بالإضافة لإنشائها للمدارس الإلهامية الإبتدائية للبنات، والإلهامية الثانوية للبنين، والإلهامية الصناعية، والإلهامية لتعليم التطريز الفرعوني والإسلامي في الأثاث والزخارف، وأرسلت العديد من البعثات الدراسية علي نفقتها الخاصة حيث خصص لها الخديوي 600 كيس من النقود سنويا مصروف شخصي، كانت تنفقها جميعا علي المدارس المصرية.
كما أسهمت في بناء بعض المباني العمرانية بمدينة القاهرة مثل القبة الضخمة الموجودة بصحراء المماليك والمعروفة بقبة أفندينا (ضريح الخديوي توفيق) علي الطراز الإسلامي المملوكي، وسبيل أم محمد علي الصغير الذي بني في 1869م، ويقع في شارع الجمهورية ميدان رمسيس بحي الأزبكية بمدينة القاهرة. وقد كان قصر الدوبارة المطل على نهر النيل أيضا المقر الشتوي لإقامتها، أما بيتها الصيفي فقد كان يقع في منطقة بيبك في مدينة إستانبول التركية، وهو ما يتناوله هذا البحث بنوع من التفصيل ويشار إليه ويعرف حتي الآن بقصر الوالدة باشا.
تزوجت أمينة إلهامي من الخديوي توفيق وأنجبت له الخديوي عباس حلمي الثاني، ومن بعده الأمير محمد علي والأميرة خديجة والأميرة نعمت هانم، وقد أوقفت أمينة هانم حياتها واهتمامها وتبرعاتها على العمل العام وكفالة المساكين والمرضى في الجمعيات الخيرية، فلقبت بـ«أم المحسنين»